# Anthos (Zeitschrift)
Anthos ist die einzige Schweizerische Fachzeitschrift und Schriftenreihe für Landschaftsarchitektur.

## Geschichte
Sie besteht seit 1962 und wird vom Bund Schweizer Landschaftsarchitekten und Landschaftsarchitektinnen (BSLA) herausgegeben und erschien bis 2019 vierjährlich im Verlag Ast & Fischer AG, Wabern bei Bern. Der BSLA beschloss im Frühjahr 2019 die fast 60 Jahre alte Fachzeitschrift mit Ausgabe 1/2020 einzustellen.
Der Verlag Hochparterre lässt anthos weiterleben und gibt jährlich eine Fachpublikation heraus. Seit 2021 erscheint sie jährlich. Es ist ein thematischer Essay- und Fachartikelband gepaart mit einem ‹Best of› der Landschaftsarchitektur in der Schweiz.

## Redaktoren
- 1962–1966: Richard Arioli
- 1966–1984: Fred Eicher
- 2007–2019: Sabine Wolf